# Ernest Mingasson
Ernest Timoléon Gabriel Mingasson, né le 14 octobre 1830 à Éguzon (Indre) et mort à Bourgueil  (Indre-et-Loire) le 20 mars 1913, est un homme politique français.

## Famille
Ernest Mingasson,,, est né le 14 octobre 1830 à Éguzon dans l'Indre. Il  est le fils de Simon Mingasson (indiqué notaire dans l'acte de naissance de son fils)  et de Célestine Delacou.
Propriétaire viticulteur, il est maire de Veaugues, conseiller d'arrondissement du canton de Sancerre et député du Cher de 1877 à 1885, siégeant au groupe de l'Union républicaine. Sans paraître à la tribune, il soutint régulièrement de ses votes la politique opportuniste, se prononça contre la séparation de l'Église et de l'État, pour les crédits de l'expédition du Tonkin, et se montra, tout dévoué, dans le Cher, aux intérêts électoraux de M. Henri Brisson, avec lequel il figura, le 4 octobre 1885, sur la liste opportuniste ; mais ne réunit pas, au premier tour de scrutin, un nombre de voix suffisant pour être maintenu sur la liste définitive, et rentra dans la vie privée.